# Петър и Боян
Петър и Боян са български боляри от североизточните български земи, живели в края на Х век. Засвидетелствани са в Annales seu cronicae incliti Regni Poloniae на Ян Длугош, където той пише за успехите им над Византия: 
| „ | Двама български военачалници – Петър и Боян – започнали война срещу гърците и, като спечелили няколко победи, дотолкова притеснили Kонстантиновата държава, че нейната сила за дълго била разстроена и намалена. | “ |

## Обстановка
След тежкия удар върху българската държава, нанесен от руския княз Светослав I, през 971 г. византийците временно овладяват Преслав. 5 години по-късно, в началото на 976 г., умира византийският император Йоан Цимисхий. Възползвайки се от сътресенията във Византия, предизвикани от бунта на управителя на Месопотамия – Варда Склир – против младия още император Василий II, българите, водени от комитопулите, започват настъпление в балканските провинции на империята.

## Бунтът на Петър и Боян
След кончината на Цимисхий населението на североизточна България се вдига на въстание и отхвърля византийската власт. Бунтът е воден от местните боляри Петър и Боян, които са връзката на комитопулите със североизточните български земи. В хода на бунта византийските управители са изгонени, а хората признават властта на комитопулите – братята Мойсей, Давид, Арон и Самуил, които тогава съвместно управляват България от името на пленения в Цариград цар Борис II.
Така след 976 г. североизточна България, заедно с прилежащите ѝ отвъддунавските области, е освободена от Петър и Боян и остава под българска власт до 1001 г.
В Записките на Готския топарх от 1003 г. – описание на събития от византийския началник на областта Готия в Северното причерноморие, между Крим и днешна Одеса – където пише, „че поради справедливостта и законността, която българите най-много почитали, народите се присъединявали доброволно към тях“, също се споменава за българската войска, преминала Дунав и настъпила във владяната от византийците част на отвъддунавска причерноморска България, макар Петър и Боян да не са изрично споменати.